# Municipio de Aurora (Illinois)
El municipio de Aurora (en inglés: Aurora Township) es un municipio ubicado en el condado de Kane en el estado estadounidense de Illinois. En el año 2010 tenía una población de 146149 habitantes y una densidad poblacional de 1.598,27 personas por km².

## Geografía
El municipio de Aurora se encuentra ubicado en las coordenadas 41°46′8″N 88°19′8″O / 41.76889, -88.31889. Según la Oficina del Censo de los Estados Unidos, el municipio tiene una superficie total de 91.44 km², de la cual 89.81 km² corresponden a tierra firme y (1.78%) 1.63 km² es agua.

## Demografía
Según el censo de 2010, había 146149 personas residiendo en el municipio de Aurora. La densidad de población era de 1.598,27 hab./km². De los 146149 habitantes, el municipio de Aurora estaba compuesto por el 57.51% blancos, el 10.45% eran afroamericanos, el 0.64% eran amerindios, el 1.82% eran asiáticos, el 0.05% eran isleños del Pacífico, el 26.24% eran de otras razas y el 3.29% pertenecían a dos o más razas. Del total de la población el 55.45% eran hispanos o latinos de cualquier raza.